# فریج النصر (دوحه)
فریج النصر یک منطقهٔ مسکونی در قطر است که در شهرداری دوحه واقع شده‌است. فریج النصر ۰٫۶ کیلومتر مربع مساحت دارد.